# Вулиця Рєпіна (Мелітополь)
Вулиця Рєпіна — вулиця в Мелітополі на Юрівці. Йде від вулиці Радищева до вулиці Колосова. Забудована приватними будинками.

## Назва
Вулиця названа на честь українського художника Іллі Рєпіна.
Поруч з вулицею знаходиться однойменний провулок Рєпіна.

## Історія
Рішення про найменування прорізаної вулиці було прийнято 28 березня 1964 року.